# Epizeuxis parvulalis
Epizeuxis parvulalis là một loài bướm đêm trong họ Noctuidae.